# 新藤凉子
新藤 凉子（しんどう りょうこ、1932年〈昭和7年〉3月23日 - 2022年〈令和4年〉10月7日）は、日本の詩人。本名は古屋涼子（ふるや りょうこ）。元『歴程』編集発行人。元日本現代詩人会会長。夫は古屋奎二（1931-2000、元産経新聞論説副主幹、近畿大学中国文化史教授）。

## 経歴
1932年、鹿児島県生まれ。幼少期を旧満州（現中国東北部）で過ごした。共立女子大学中退。1952年（昭和27年）、東宝舞台に入社すると共に劇団東童に入団する。1954年（昭和29年）、三木卓らと同人の詩誌『氾』に参加する。その後、舞台衣装研究室を設立する。文壇バーの経営もした。1962年（昭和37年）、早稲田大学聴講生として学んだ後にヨーロッパに渡り、日本に帰国後は草野心平の推薦で『歴程』同人となる。1964年（昭和39年）、原作の「めひょう」がフジテレビの連続ドラマで放映される。
新川和江、吉原幸子らと女性詩誌『現代詩ラ・メール』(1983-1993)で活躍。
1986年（昭和61年）、詩集『薔薇ふみ』で高見順賞受賞。2007年（平成19年）、『薔薇色のカモメ』で丸山薫賞受賞。2013年（平成25年）、河津聖恵・三角みづ紀との連詩集『連詩 悪母島の魔術師』で藤村記念歴程賞受賞。現代詩人会会員。
1990年（平成2年）、熱海市に転居する。
2022年（令和4年）10月7日、間質性肺炎のため静岡県熱海市の病院で死去。90歳没。

## 人物
- 1950年代、新宿で文壇バー「とと」を経営し、客であった水上勉と同棲していた。水上が直木賞を受賞すると、別の女との結婚を勧めたという[8]。
- 高橋順子と親しく、2005年には車谷長吉と三人で世界一周の船旅をした。
- 檀一雄の小説『火宅の人』に出てくる実吉徳子（お葉）のモデルの一人。

## 著作
- 『薔薇ふみ』思潮社, 1985
- 『新藤凉子詩集』思潮社 (現代詩文庫)　1989
- 『薔薇色のカモメ』思潮社, 2006
- 『曠野』

## 共著
- 『からすうりの花』吉原幸子, 高橋順子 思潮社, 1998
- 『百八つものがたり』三木卓, 高橋順子 思潮社, 2001
- 『地球一周航海ものがたり』高橋順子 思潮社, 2006
- 『悪母島の魔術師』河津聖恵, 三角みづ紀 思潮社,2013